# کارل کلینگ
کارل کلینگ (آلمانی: Karl Kling; ۱۶ سپتامبر ۱۹۱۰ – ۱۸ مارس ۲۰۰۳) اتوموبیل‌ران فرمول ۱ اهل آلمان بود.